# Lista zawodów w łyżwiarstwie synchronicznym w roku 2010
Lista zawodów w łyżwiarstwie synchronicznym w roku 2010, obejmuje ważniejsze zawody, rozegrane w tym roku, w łyżwiarstwie synchronicznym. W dyscyplinie tej pojęcie sezonu, obejmuje okres od stycznia do kwietnia, choć w zawodach krajowych, zdarzają się imprezy, rozgrywane jesienią przed. 

## Zawody międzynarodowe
| Termin         | Miejsce               | Nazwa                                                                        | Uwagi    |
| -------------- | --------------------- | ---------------------------------------------------------------------------- | -------- |
| 7-10 stycznia  | Toruń, Polska         | Nestle Kangus Cup Junior, Novice                                             |          |
| 14-17 stycznia | Berlin, Niemcy        | Cup of Berlin Senior, Junior, Novice                                         | Wyniki   |
| 27-30 stycznia | Praga, Czechy         | Prague Cup Senior, Junior, Novice                                            |          |
| 29-31 stycznia | Helsinki, Finlandia   | Finlandia Cup Senior, Junior, Novice                                         | Wyniki   |
| 5-6 lutego     | Rouen, Francja        | French Cup Senior, Junior, Novice                                            |          |
| 12-14 lutego   | Mediolan, Włochy      | Spring Cup Senior, Junior, Novice                                            | Wyniki   |
| 19-20 lutego   | Neuchatel, Szwajcaria | Neuchatel Trophy Senior, Junior, Novice                                      | Wyniki   |
| 4-6 marca      | Zagrzeb, Chorwacja    | Zagreb Snowflakes Trophy Senior, Junior, Novice                              |          |
| 11-13 marca    | Göteborg, Szwecja     | Junior World Challenge Cup (Nieoficjalne Mistrzostwa Świata Juniorów) Junior | Wyniki   |
| 19-21 marca    | Borĺs, Szwecja        | Leon Lurje Trophy Novice                                                     | Wyniki   |
| 19-21 marca    | Miskolc, Węgry        | Jegvirag Cup Senior, Junior, Novice                                          | odwołano |
| 9-10 kwietnia  | Colorado Springs, USA | Mistrzostwa Świata Senior                                                    | Wyniki   |

## Zawody krajowe

### Sezon 2009/2010
| Termin     | Miejsce | Nazwa                             | Uwagi  |
| ---------- | ------- | --------------------------------- | ------ |
| 5-7 lutego | Opole   | Mistrzostwa Polski Junior, Novice | Wyniki |
| 4-6 marca  | Łódź    | Puchar Łodzi Junior, Novice       | Wyniki |

### Sezon 2010/2011
| Termin      | Miejsce | Nazwa              | Uwagi |
| ----------- | ------- | ------------------ | ----- |
| 3-5 grudnia | Łódź    | Zawody Mikołajkowe |       |

## Strony zewnętrzne
- Rok 2010 na stronie Międzynarodowej Unii Łyżwiarskiej
- Sezon 2009/2010 na stronie Polskiego Związku Łyżwiarstwa Figurowego
- Sezon 2010/2011 na stronie Polskiego Związku Łyżwiarstwa Figurowego
- Wykaz wszystkich zawodów. eiskunstlauf-ecke.de. [zarchiwizowane z tego adresu (2010-11-14)]. w portalu The Figure Skating Corner